# گزوییه سفلی
گزوییه سفلی، روستایی از توابع بخش رابر شهرستان رابر در استان کرمان ایران است.
از مشاهیر این روستا میتوان به عباسقلی هلیرودی و احمد نصری و علیار فیروزی اشاره کرد.شغل مردم ایت روستا کشاورزی و دامداری هست.آب این روستا از رودخانه هلیل رود تامین می شود .این روستا از مجموعه روستاهای حاشیه هلیل رود می باشد که به مجموع آنها قدرودخانه گفته می شود. سابقه تمدن در حاشیه هلیل رود به هزاره سوم قبل از میلاد مسیح بر می گردد. آثار مکشوفه سفالی و سنگی در حوزه هلیل رود گواه بر سابقه مدنیت این ناحیه می باشد.

## جمعیت
این روستا در دهستان جواران قرار دارد و براساس سرشماری مرکز آمار ایران در سال ۱۳۸۵، جمعیت آن ۴۲ نفر (۱۰خانوار) بوده‌است.